# کامل بایراموف
کامل بایراموف (ترکی آذربایجانی: Kamil Kamal oğlu Bayramov؛ زادهٔ ۱۹ ژانویهٔ ۱۹۷۲) بازیکن فوتبال اهل جمهوری آذربایجان است.
از باشگاه‌هایی که در آن بازی کرده‌است می‌توان به باشگاه فوتبال نفتچی باکو و باشگاه فوتبال باکی‌لی اشاره کرد.
وی همچنین در تیم ملی فوتبال جمهوری آذربایجان بازی کرده‌است.